# ميتيورا (ألبوم)
ميتيورا (بالإنجليزية: Meteora)‏ هو الألبوم الاستوديو الثاني من لينكين بارك، صدر أولاً في 25 مارس، 2003. تم تسمية الالبوم بهذا الاسم نسبة إلى منطقة ميتيورا في اليونان. ويعتبر ميتيورا انجح البوم في تاريخ اغاني الروك البديل، وحل في المرتبة الثالثة في الولايات المتحدة من حيث المبيعات في سنة صدوره وقد باع الالبوم حوالي 16,000,000 نسخة حتى سنة 2012.
صنفته مجلة البيلبورد في المرتبة الـ 36 في قائمة (أفضل 200 البوم في العقد).

## خلفية
تم إنتاج الالبوم مع (دون غيلمور) نفس المنتج السابق الذي انتج الالبوم الأول.
أغنية "session" ترشحت لجائزة الغرامي عن (أفضل أداء لمعزوفة روك), وظهرت الاغنية في فيلم The Matrix Reloaded وفي إحدى حلقات مسلسل السوبرانوز.
وظهرت أغنية "Figure.09" في فيلم (الأسلحة والتكتيكات الخاصة) سنة 2003.

## الاستقبال
تصدر الالبوم المتبة الأولى في 14 دولة عند صدوره. وفي الاسبوع الأول من صدوره باع الالبوم حوالي 810,000 نسخة، وفي الولايات المتحدة وحدها فقط باع أكثر من 6,000,000 نسخة، وحتى عام 2007 بلغت مبيعاته حول العالم بـ 11 مليون نسخة وبحلول عام 2012 بلغت المبيعات الاجمالية 16 مليون نسخة.
من الناحية النقدية، حظي الالبوم بأعجاب النقاد على الرغم من أن النقاد لاحظوا التشابه في الأسلوب بينه وبين الالبوم السابق (Hybrid Theory) الذي صدر في سنة 2000.

## روابط خارجية
- ميتيورا على موقع ميتاكريتيك (الإنجليزية)
- ميتيورا على موقع أول موفي (الإنجليزية)